# Serguei Rostovtsev
Serguei Rostovtsev –em russo, Сергей Ростовцев– (Tula, 2 de junho de 1997) é um desportista russo que compete no ciclismo nas modalidades de pista e rota. Ganhou uma medalha de bronze no Campeonato Europeu de Ciclismo em Pista de 2020, na prova de eliminação.

## Medalheiro internacional
| Campeonato Europeu | Campeonato Europeu  | Campeonato Europeu | Campeonato Europeu |
| Ano                | Lugar               | Medalha            | Competição         |
| ------------------ | ------------------- | ------------------ | ------------------ |
| 2020               | Plovdiv ( Bulgária) | Medalha de bronze  | Eliminação         |

## Palmarés
- 2017
  - 1 etapa dos Cinco Anéis de Moscovo

- 2020
  - 1 etapa do Tour de Mevlana